# Edvin Vesterby

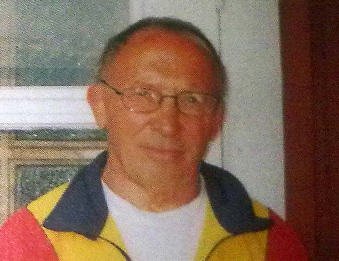
Edvin Vesterby (2011)

Edvin Vesterby (* 23. Oktober 1927 in Riguldi, Noarootsi, Estland) ist ein ehemaliger schwedischer Ringer estnischer Abstammung. Er war Silbermedaillengewinner bei den Olympischen Spielen 1956 in Melbourne.

## Werdegang
Edvin Vesterby wuchs in Stockholm als Sohn von aus Estland stammenden Eltern auf. Dort begann er als Jugendlicher 1946 bei Djurgårdens IF mit dem Ringen. Er war sehr talentiert und hatte sich schon zu Beginn der 1950er Jahre in die schwedische Spitzenklasse der Ringer in beiden Stilarten hineingekämpft. 1951 wurde er erstmals schwedischer Meister im freien Stil und 1955 im griechisch-römischen Stil. Seine internationale Karriere begann 1951 bei den Weltmeisterschaften im freien Stil in Helsinki. Dort unterlag er im Bantamgewicht nach zwei Punktsiegen in der dritten Runde gegen den Iraner Mohammad Mehdi Yaghoubi und musste mit dem undankbaren vierten Platz zufrieden sein.
Den gleichen Platz belegte er auch bei den Olympischen Spielen 1952 in Helsinki. Auch hier trat er im freien Stil im Bantamgewicht an, gewann drei Kämpfe und unterlag gegen den Türken Cemil Sarıbacak und dem alle überraschenden Japaner Shōhachi Ishii, der Olympiasieger wurde.
Auch bei der Weltmeisterschaft 1955 in Karlsruhe landete Vesterby, diesmal im griechisch-römischen Stil, auf dem 4. Platz. Nach drei Siegen wurde er von dem späteren Weltmeister Wladimir Staschkewitsch aus der Sowjetunion aus dem Rennen geworfen.
Die verdiente Medaille gewann Vesterby dann endlich bei den Olympischen Spielen 1956 in Melbourne im griechisch-römischen Stil. Nach drei Siegen verlor er zwar gegen Dinko Petrow aus Bulgarien und Konstantin Wyrupajew aus der Sowjetunion, aber Petrow schied vorzeitig aus, so dass Vesterby hinter Wyrupajew die Silbermedaille gewann.
Bei den Weltmeisterschaften 1955 in Budapest erreichte Vesterby einen guten 5. Platz, um bei den Olympischen Spielen 1960 in Rom im griechisch-römischen Stil im Bantamgewicht schon zum wiederholten Male auf dem 4. Platz zu landen. Schließlich ging Edvin Vesterby im Jahre 1962 in Toledo/USA noch einmal in beiden Stilarten an den Start und kam im freien Stil auf den 6. Platz und im griechisch-römischen Stil nach zwei Niederlagen in den beiden ersten Runden nur auf den 14. Platz.
Danach beendete er seine internationale Ringerlaufbahn. Edvin Vesterby, von Beruf Elektriker, stellte sich anschließend noch lange Jahre seinem Stammverein als Trainer im Nachwuchsbereich zur Verfügung.

## Internationale Erfolge
(OS = Olympische Spiele, WM = Weltmeisterschaften, GR = griechisch-römischer Stil, F = Freistil, Ba = Bantamgewicht, damals bis 57 kg Körpergewicht)
- 1951, 4. Platz, WM in Helsinki, F, Ba, mit Siegen über Joseph Trimpont, Belgien und Ferdinando Carrano, Italien und einer Niederlage gegen Mohammad Mehdi Yaghoubi, Iran;
- 1952, 4. Platz, OS in Helsinki, F, Ba, mit Siegen über Kenneth Irvine, Großbritannien, Omar Blebel, Argentinien und Charles Kouyos, Frankreich und Niederlagen gegen Cemil Sarıbacak, Türkei und Shōhachi Ishii, Japan;
- 1955, 4. Platz, WM in Karlsruhe, GR, Ba, mit Siegen über Dinko Petrow, Bulgarien, Maurice Faure, Frankreich und Karl Ditter, BRD und einer Niederlage gegen Wladimir Staschkewitsch, Sowjetunion;
- 1956, Silbermedaille, OS in Melbourne, GR, Ba, mit Siegen über Francisc Horvath, Rumänien, Yasar Yilmaz, Türkei und Franz Brunner, Österreich und Niederlagen gegen Dinko Petrow, Bulgarien und Konstantin Wyrupajew, UdSSR;
- 1958, 5. Platz, WM in Budapest, GR, Ba, mit Siegen über Tauno Jaskari, Finnland und Michel Theodoropoulos, Griechenland, einem Unentschieden gegen Bernard Knitter, Polen und einer Niederlage gegen Jiří Švec, Tschechoslowakei;
- 1959, 2. Platz, Turnier in Greiz, GR, Ba, hinter Klaus Scherer, BRD und vor Müller, DDR;
- 1960, 4. Platz, OS in Rom, GR, Ba, mit Siegen über Stipe Dora, Jugoslawien, Franz Brunner und Orlando Goncalves, Portugal, einem Unentschieden gegen Jiří Švec und einer Niederlage gegen Dinko Petrow;
- 1962, 1. Platz, „Pytalinski“-Memorial in Warschau, GR, Ba, vor Bernard Knitter
- 1962, 6. Platz, WM in Toledo/USA, F, Ba, mit Siegen über Bernard Knitter, Pieter Roux, Südafrika und Harry Pylkänen, Kanada und einer Niederlage gegen János Varga, Ungarn;
- 1962, 14. Platz, WM in Toledo/USA, GR, Ba, nach Niederlagen gegen Hassan Rajabi, Iran und Masamitsu Ichiguchi, Japan

## Wichtigste Länderkämpfe
- 1953, Schweden gegen Türkei, F, Ba, Punktniederlage gegen Mustafa Dağıstanlı,
- 1954, Schweden gegen UdSSR, F, Ba, Schulterniederlage gegen Majssuradze,
- 1954, Schweden gegen UdSSR, F, Ba, Punktsieg über W. Gigijadse,
- 1954, Schweden gegen Finnland, GR, Ba, Punktsieg über Leo Honkala,
- 1954, Schweden gegen Finnland, Punktniederlage gegen Rantala,
- 1955, UdSSR gegen Schweden, GR, Ba, Punktniederlage gegen Swiridow,
- 1955, UdSSR gegen Schweden, GR, Ba, Punktniederlage gegen Lenc,
- 1955, Türkei gegen Schweden, GR, Ba, Punktsieg über Hüseyin Akbaş,
- 1955, Türkei gegen Schweden, GR, Ba, Punktniederlage gegen Yasar Yilmaz,
- 1955, Schweden gegen Türkei, F, Ba, Punktniederlage gegen Hüseyin Akbaş,
- 1956, Schweden gegen UdSSR, GR, Ba, Punktsieg über Boris Gurewitsch,
- 1959, BRD gegen Schweden, GR, Ba, Unentschieden gegen Klaus Scherer,
- 1960, Finnland gegen Schweden, GR, Ba, Unentschieden gegen Tauno Jaskari,
- 1960, Finnland gegen Schweden, GR, Ba, Unentschieden gegen Luhtala,
- 1960, Schweden gegen Finnland, GR, Ba, Punktniederlage gegen Nykänen,
- 1960, Schweden gegen Finnland, GR, Ba, Punktniederlage gegen Luhtala,
- 1962, Rumänien gegen Schweden, GR, Ba, Unentschieden gegen Dumitru Pârvulescu,
- 1962, Rumänien gegen Schweden, GR, Ba, Unentschieden gegen Cristea

## Schwedische Meisterschaften
Edvin Vesterby wurde insgesamt zehnmal schwedischer Meister (sechsmal im freien Stil und viermal im griechisch-römischen Stil) im Bantamgewicht.